# Selección de fútbol sub-17 de Guatemala
La Selección de fútbol sub-17 de Guatemala es el equipo que representa al país en el Mundial Sub-17 y en el Campeonato Sub-17 de la Concacaf; y es controlado por la Federación Nacional de Fútbol de Guatemala.

## Participaciones

### Copa Mundial Sub-17
| Edición | Resultado     | Posición      | PJ            | PG            | PE            | PP            | GF            | GC            | Dif.          |
| ------- | ------------- | ------------- | ------------- | ------------- | ------------- | ------------- | ------------- | ------------- | ------------- |
| 1985    | No clasificó  | No clasificó  | No clasificó  | No clasificó  | No clasificó  | No clasificó  | No clasificó  | No clasificó  | No clasificó  |
| 1987    | No clasificó  | No clasificó  | No clasificó  | No clasificó  | No clasificó  | No clasificó  | No clasificó  | No clasificó  | No clasificó  |
| 1989    | No clasificó  | No clasificó  | No clasificó  | No clasificó  | No clasificó  | No clasificó  | No clasificó  | No clasificó  | No clasificó  |
| 1991    | No clasificó  | No clasificó  | No clasificó  | No clasificó  | No clasificó  | No clasificó  | No clasificó  | No clasificó  | No clasificó  |
| 1993    | No clasificó  | No clasificó  | No clasificó  | No clasificó  | No clasificó  | No clasificó  | No clasificó  | No clasificó  | No clasificó  |
| 1995    | No clasificó  | No clasificó  | No clasificó  | No clasificó  | No clasificó  | No clasificó  | No clasificó  | No clasificó  | No clasificó  |
| 1997    | No clasificó  | No clasificó  | No clasificó  | No clasificó  | No clasificó  | No clasificó  | No clasificó  | No clasificó  | No clasificó  |
| 1999    | No clasificó  | No clasificó  | No clasificó  | No clasificó  | No clasificó  | No clasificó  | No clasificó  | No clasificó  | No clasificó  |
| 2001    | No clasificó  | No clasificó  | No clasificó  | No clasificó  | No clasificó  | No clasificó  | No clasificó  | No clasificó  | No clasificó  |
| 2003    | No clasificó  | No clasificó  | No clasificó  | No clasificó  | No clasificó  | No clasificó  | No clasificó  | No clasificó  | No clasificó  |
| 2005    | No clasificó  | No clasificó  | No clasificó  | No clasificó  | No clasificó  | No clasificó  | No clasificó  | No clasificó  | No clasificó  |
| 2007    | No clasificó  | No clasificó  | No clasificó  | No clasificó  | No clasificó  | No clasificó  | No clasificó  | No clasificó  | No clasificó  |
| 2009    | No clasificó  | No clasificó  | No clasificó  | No clasificó  | No clasificó  | No clasificó  | No clasificó  | No clasificó  | No clasificó  |
| 2011    | No clasificó  | No clasificó  | No clasificó  | No clasificó  | No clasificó  | No clasificó  | No clasificó  | No clasificó  | No clasificó  |
| 2013    | No clasificó  | No clasificó  | No clasificó  | No clasificó  | No clasificó  | No clasificó  | No clasificó  | No clasificó  | No clasificó  |
| 2015    | No clasificó  | No clasificó  | No clasificó  | No clasificó  | No clasificó  | No clasificó  | No clasificó  | No clasificó  | No clasificó  |
| 2017    | Descalificado | Descalificado | Descalificado | Descalificado | Descalificado | Descalificado | Descalificado | Descalificado | Descalificado |
| 2019    | No clasificó  | No clasificó  | No clasificó  | No clasificó  | No clasificó  | No clasificó  | No clasificó  | No clasificó  | No clasificó  |
| 2023    | No clasificó  | No clasificó  | No clasificó  | No clasificó  | No clasificó  | No clasificó  | No clasificó  | No clasificó  | No clasificó  |
| 2025    | No clasificó  | No clasificó  | No clasificó  | No clasificó  | No clasificó  | No clasificó  | No clasificó  | No clasificó  | No clasificó  |
| Total   | 0/20          | .º            | -             | -             | -             | -             | -             | -             | -             |

### Campeonato Sub-17 de la Concacaf
| 1983  | No participó     | No participó | No participó | No participó | No participó | No participó | No participó |
| 1985  | Fase de grupos   | 4            | 0            | 0            | 4            | 3            | 17           |
| 1987  | No participó     | No participó | No participó | No participó | No participó | No participó | No participó |
| 1988  | Fase de grupos   | 4            | 0            | 1            | 3            | 2            | 9            |
| 1991  | Fase de grupos   | 3            | 0            | 1            | 2            | 1            | 6            |
| 1992  | Fase de grupos   | 3            | 2            | 0            | 1            | 2            | 3            |
| 1994  | No participó     | No participó | No participó | No participó | No participó | No participó | No participó |
| 1996  | Fase de grupos   | 3            | 2            | 0            | 1            | 5            | 5            |
| 1999  | No clasificó     | No clasificó | No clasificó | No clasificó | No clasificó | No clasificó | No clasificó |
| 2001  | No clasificó     | No clasificó | No clasificó | No clasificó | No clasificó | No clasificó | No clasificó |
| 2003  | Fase de grupos   | 3            | 0            | 1            | 2            | 4            | 8            |
| 2005  | No clasificó     | No clasificó | No clasificó | No clasificó | No clasificó | No clasificó | No clasificó |
| 2007  | No clasificó     | No clasificó | No clasificó | No clasificó | No clasificó | No clasificó | No clasificó |
| 2009  | Fase de grupos   | 3            | 1            | 1            | 1            | 4            | 4            |
| 2011  | No clasificó     | No clasificó | No clasificó | No clasificó | No clasificó | No clasificó | No clasificó |
| 2013  | Cuartos de final | 3            | 1            | 0            | 2            | 3            | 4            |
| 2015  | Fase de grupos   | 5            | 1            | 1            | 3            | 7            | 9            |
| 2017  | No participó     | No participó | No participó | No participó | No participó | No participó | No participó |
| 2019  | Octavos de final | 4            | 0            | 1            | 3            | 3            | 10           |
| 2023  | Cuartos de final | 5            | 2            | 0            | 3            | 13           | 12           |
| Total | 10/19            | 56           | 41           | 10           | 5            | 47           | 87           |

### Clasificación de Concacaf para la Copa Mundial Sub-17
| Edición | Resultado    | Posición          | PJ | PG | PE | PP | GF | GC | Dif. |
| ------- | ------------ | ----------------- | -- | -- | -- | -- | -- | -- | ---- |
| 2025    | No clasificó | 2° Grupo E        | 3  | 2  | 0  | 1  | 7  | 3  | +4   |
| Total   | Total        | 0 Clasificaciones | 3  | 2  | 0  | 1  | 7  | 3  | +4   |

### Torneo Uncaf Sub-17
| Edición | Resultado                | Posición                 | PJ                       | PG                       | PE                       | PP                       | GF                       | GC                       | Dif.                     |
| ------- | ------------------------ | ------------------------ | ------------------------ | ------------------------ | ------------------------ | ------------------------ | ------------------------ | ------------------------ | ------------------------ |
| 2006    | Tercer lugar             | 3.º                      | 5                        | 2                        | 2                        | 1                        | 5                        | 5                        | 0                        |
| 2007    | Cuarto lugar             | 4.º                      | 4                        | 1                        | 2                        | 1                        | 5                        | 5                        | 0                        |
| 2009    | Tercer lugar             | 3.º                      | 4                        | 2                        | 0                        | 2                        | 8                        | 6                        | +2                       |
| 2011    | Tercer lugar             | 3.º                      | 4                        | 1                        | 2                        | 1                        | 5                        | 5                        | 0                        |
| 2013    | Campeón                  | 1.º                      | 5                        | 3                        | 1                        | 1                        | 8                        | 5                        | +3                       |
| 2015    | Cuarto lugar             | 4.º                      | 6                        | 2                        | 3                        | 1                        | 5                        | 4                        | +1                       |
| 2017    | Descalificadó del torneo | Descalificadó del torneo | Descalificadó del torneo | Descalificadó del torneo | Descalificadó del torneo | Descalificadó del torneo | Descalificadó del torneo | Descalificadó del torneo | Descalificadó del torneo |
| 2018    | Tercer lugar             | 3.º                      | 6                        | 2                        | 3                        | 1                        | 7                        | 2                        | +5                       |
| 2022    | Quinto lugar             | 5.º                      | 4                        | 2                        | 0                        | 2                        | 9                        | 10                       | –1                       |
| 2024    | Campeón                  | 1.º                      | 4                        | 3                        | 1                        | 0                        | 14                       | 7                        | +7                       |
| Total   | 9/10                     | 2.º                      | 42                       | 18                       | 14                       | 10                       | 66                       | 49                       | +17                      |

## Últimos partidos y próximos encuentros
| Fecha      | Ciudad              | Local       | Resultado      | Visitante         | Competencia                    |
| ---------- | ------------------- | ----------- | -------------- | ----------------- | ------------------------------ |
| 24-04-2024 | Antalya             | Guatemala   | 1:1            | Marruecos         | Partido amistoso               |
| 27-04-2024 | Antalya             | Eslovaquia  | 2:1            | Guatemala         | Partido amistoso               |
| 30-04-2024 | Antalya             | Guatemala   | 4:2            | Arabia Saudita    | Partido amistoso               |
| 17-05-2024 | San Rafael          | Guatemala   | 5:1            | El Salvador       | Torneo Uncaf Sub-17 de 2024    |
| 19-05-2024 | San Rafael          | Guatemala   | 3:1            | Belice            | Torneo Uncaf Sub-17 de 2024    |
| 21-05-2024 | Alajuela            | Costa Rica  | 3:4            | Guatemala         | Torneo Uncaf Sub-17 de 2024    |
| 23-05-2024 | Alajuela            | Guatemala   | 2:2 (4:3 pen.) | Honduras          | Torneo Uncaf Sub-17 de 2024    |
| 15-11-2024 | Alajuela            | Guatemala   | 0:5            | México            | Partido amistoso               |
| 18-11-2024 | Alajuela            | Guatemala   | 0:0            | Costa Rica        | Partido amistoso               |
| 21-01-2025 | Santa Tecla         | El Salvador | 0:1            | Guatemala         | Partido amistoso               |
| 23-01-2025 | Santa Tecla         | El Salvador | 3:2            | Guatemala         | Partido amistoso               |
| 11-02-2025 | Ciudad de Guatemala | Guatemala   | 2:1            | Antigua y Barbuda | Clas. Copa Mundial Sub-17 2025 |
| 13-02-2025 | Ciudad de Guatemala | Guatemala   | 5:0            | San Vicente       | Clas. Copa Mundial Sub-17 2025 |
| 16-02-2025 | Ciudad de Guatemala | Guatemala   | 0:2            | Haití             | Clas. Copa Mundial Sub-17 2025 |